# Tony Sanneh
Anthony Sanneh (Saint Paul, 1º giugno 1971) è un ex calciatore statunitense, di ruolo difensore.

## Palmarès

### Competizioni nazionali
- U.S. Open Cup: 2

D.C United: 1996
Chicago Fire: 2006
- Campionato MLS: 2

D.C United: 1996, 1997
- MLS Supporters' Shield: 2

D.C United: 1997
Columbus Crew: 2004
- Coppa di Lega tedesca: 1

Hertha Berlino: 2001
- 2. Fußball-Bundesliga: 1

Norimberga: 2003-2004

### Competizioni internazionali
- CONCACAF Champions' Cup: 1

D.C United: 1998
- Coppa Interamericana: 1

D.C. United: 1998
- Gold Cup: 1

2005